# El Mehdi Maouhoub
El Mehdi Maouhoub (Casablanca, 5 de junho de 2003) é um futebolista marroquino que atua como atacante. Atualmente joga pelo Dínamo de Moscou.

## Início da vida
Maouhoub nasceu em 2003 no Marrocos. Ele começou a jogar futebol aos seis anos de idade. Depois de jogar pela academia Fath Union Sport por muitos anos, El Mehdi Maouhoub fez sua estreia sênior sob o comando de Mustapha El Khalfi aos 17 anos e 10 meses.

## Carreira
Depois de jogar pela academia Fath Union Sport por muitos anos, El Mehdi Maouhoub fez sua estreia sênior sob o comando de Mustapha El Khalfi aos 17 anos e 10 meses.
Em 4 de abril de 2024, ele fez sua primeira aparição em Botola contra o Maghreb AS substituindo El Mehdi El Moubarik no segundo tempo (1–1). O recém-nomeado técnico Demba Mbaye deu-lhe mais minutos e, finalmente, o escalou em 12 de maio contra o Raja Casablanca no Stade Mohammed-V, onde jogou 90 minutos (1–1).
Uma semana depois, ele finalmente marcou seu primeiro gol profissional contra o Ittihad Tanger (vitória por 2–1).
Após um início decepcionante na temporada 2022-23, onde jogou uma vez em 14 partidas, ele foi emprestado ao Jeunesse Soualem pelos seis meses restantes da temporada. Em 28 de janeiro de 2023, ele marcou em sua estreia contra o Ittihad Tanger.
Ele assinou um contrato de três anos com o Raja Casablanca durante o verão de 2023. Ele jogou sua primeira partida em 17 de setembro de 2023 contra o Maghreb AS e marcou seu primeiro gol com o clube em 6 de janeiro de 2024 em Berrechid contra o MC Oujda. Em 14 de fevereiro de 2024, ele foi expulso contra o Maghreb AS, pouco antes do intervalo, por ter recebido dois amarelos.
Em 20 de fevereiro de 2024, em sua 10ª partida pelos “Verdes”, ele contribuiu para a vitória de sua equipe ao marcar dois gols contra Hassania Agadir.
Em 23 de agosto de 2024, Maouhoub assinou um contrato de cinco anos com Dínamo de Moscou, clube da Premier League Russa. A taxa de transferência foi relatada como € 1,8 milhões.
Ele fez sua estreia pelo Dínamo em 28 de agosto de 2024, em uma vitória por 5 a 1 sobre o Krylia Sovetov na Copa da Rússia.
Em sua estreia na liga em 1 de setembro de 2024 contra Orenburg, ele converteu um pênalti para seu primeiro gol no Dínamo. Em seu terceiro jogo na liga em 22 de setembro de 2024, um jogo do derby russo mais antigo contra o Spartak Moscou, ele foi expulso 6 minutos depois de sair do banco e recebeu dois cartões amarelos, por discutir com um árbitro e mergulhar. Em 24 de outubro de 2024, ele marcou seu primeiro hat-trick na carreira em uma vitória por 6–3 na Copa da Rússia sobre o Krylia Sovetov.

## Carreira internacional
El Mehdi Maouhoub competiu nas eliminatórias da UNAF para a Copa das Nações Africanas Sub-20 de 2021 com a seleção marroquina sub-20. Durante este torneio, El Mehdi marcou contra a Argélia, mas foi sancionado pela UNAF por um gesto antidesportivo após o gol. Marrocos, no entanto, se classificou para a fase final.
Ele, portanto, competiu na fase final do CAN em fevereiro de 2021. Competição no final da qual, Marrocos é eliminado nas quartas de final pela Tunísia nos pênaltis. Maouhoub joga todas as partidas do torneio, organizado na Mauritânia. Em 4 de julho de 2024, ele foi selecionado por Tarik Sektioui na lista final de 18 jogadores da seleção marroquina sub-23 para participar das Olimpíadas de Verão de 2024. Ele converteu um pênalti contra a seleção dos Estados Unidos sub-23 no confronto das quartas de final.

## Títulos
Marrocos sub-23
- Jogos Olímpicos: 2024 (medalha de bronze)